# Ernst Lausch

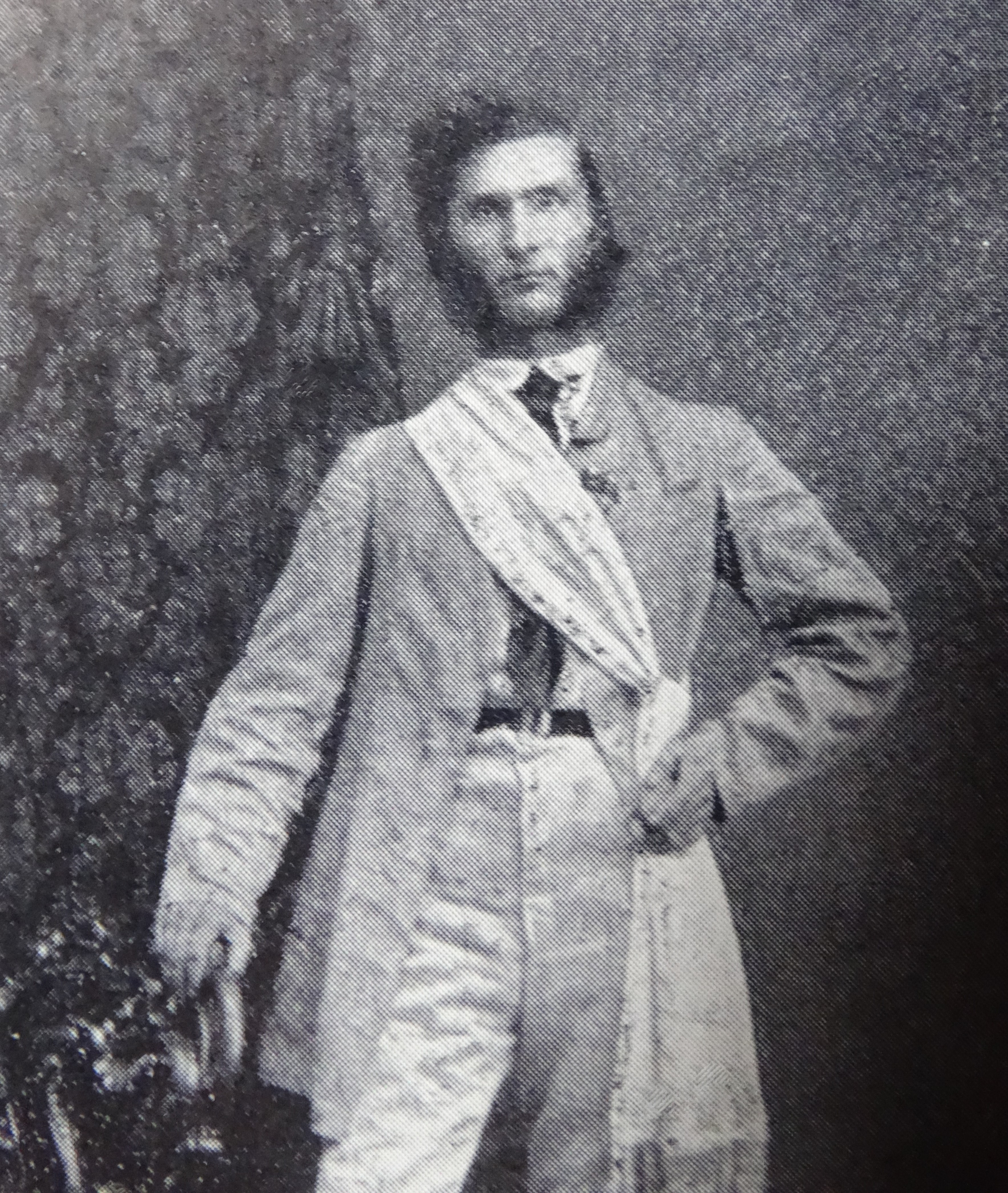
Ernst Lausch, ca. 1862

Ernst Lausch (* 14. Juni 1836 in Friedersdorf; † 15. April 1888 in Wittenberg) war ein deutscher Pädagoge und Schriftsteller.

## Leben
Lausch wurde im Jahr 1836 in Friedersdorf im Gebäude des Gasthofs "Zum Stern" geboren. Lausch studierte in Weißenfels und wurde im Anschluss Lehrer in Zeitz. 1858 wechselte er nach Wittenberg als Unterstufenlehrer, wobei er vielfältige Anregungen für zahlreiche Schriften erhielt. Seine Sportbegeisterung ließ ihn ebenso verschiedene Abhandlungen über Leibesübungen verfassen. Am 12. Mai 1862 gründete er in Wittenberg, gemeinsam mit 28 Personen der Stadt, den Männer-Turnverein 1862, der bis heute besteht. 1863 nahm Ernst Lausch für den Wittenberger MTV am Turnfest in Leipzig teil. Der Wittenberger Turnverein baute 1865 eine eigene Turnhalle, die 1910 nochmals erweitert wurde.
Lausch ist als langjähriger Herausgeber des „Schulblatts der Provinz Sachsen“ in Erscheinung getreten. Er musste aber aus gesundheitlichen Gründen seinen Lehrerberuf aufgeben und verstarb bereits im Alter von 52 Jahren. Vor allem war er als Autor und Herausgeber von Kinder- und Jugendliteratur hervorgetreten. Nicht zuletzt enthalten seine pädagogischen Schriften heute noch wertvolle Anregungen. In der Lutherstadt Wittenberg befindet sich an der Jahnturnhalle eine Gedenktafel, die an sein Wirken als Pädagoge und Gründer des Turnvereins erinnert. Seit 2012 gibt es zudem eine Gedenktafel am Gasthaus "Zum Stern" in Friedersdorf, dem Geburtsort von Ernst Lausch.

## Werke
- Das Buch der schönsten Kinder- und Volksmärchen, Sagen und Schwänke. O. Spamer Verlag, Leipzig, 1869, mehrfache Auflagen, 19. Aufl. 1881, 1893
- Die Schule der Artigkeit. Neues Fabelbuch. Ein goldenes ABC der guten Sitten in ausgewählten Fabeln, Sprüchen und Sprüchwörtern für die Kinderstube. Spamer Verlag, Leipzig, 1868, 2. Auflage Leipzig 1877
- Die Kinderstube: Was man seinen Kindern erzählt, wenn sie zwei bis sechs Jahre alt sind. O. Spamer, 1905
- Kinder Rhätsel, Scherzfragen, Rebusse, Spielliedchen, Verschen und Gebete. Für gute Kinder.  Koelling Verlag, Wittenberg, 1880
- Festwünsche für alle Stufen des Kindes- und Jugendalters. Gebauer-Schwetschke, 1907
- Das Buch der schönsten Kinder- und Volksmärchen, Sagen und Schwanke. O. Spamer, 1883, 1896
- Heitere Ferientage: Spaziergänge in Flur und Wald, in Berg und Thal; unterhaltendes und lehrreiches Lesebüchlein über die Natur für Knaben und Mädchen. Spamer, 1878
- Der kleine Nussknacker: Ein illustriertes Rätselbuch in 2 Sammlungen, enthaltend 1350 Kinder- und Volksrätsel, Scherzfragen, Rebusse, Speissiedchen, Verschen und Gebete. M. Heinsius, 1887, 1889
- 137 Spiele im Freien. – Bewegungsspiele für die Jugend – Knaben und Mädchen. R. Herrosé, Wittenberg, 1887
- Zwei und fünfzig biblische Geschichten – 26 aus dem Alten und 26 aus dem neuen Testament... von Oppenheim, 1874
- Zimmerturnen; kurzgefasste Anleitung für Laien zur Ausführung zweckentsprechender Körperbewegungen ohne Geräth behufs Wiedererlangung und Erhaltung der Gesundheit. T. Hofmann, 1880
- Erstes A-B-C-, lese- und Denkbuch für brave Kinder, die leicht lesen lernen wollen: Ein Führer für Mütter und Erzieher beim ersten Unterricht. O. Spamer, Leipzig 1868
- Was man seinen Kinder erzählt, wenn sie zwei bis fünf Jahre alt sind: Kleine Geschichtchen, Gedichtchen und Räthsel; mit 54 Text-ABB. U. 3 Buntbildern. Spamer, 1877
- Sammlung beliebter Kinderspiele im Freien und im Zimmer zu schul- und Kinderfesten besonders Geeignet, sowie zum Gebrauch im Kindergarten und zur häuslichen Belustigung. Alfred Dehmigke, 1899
- Neues Fabelbuch. Ein goldenes ABC der guten Sitten in ausgewählten Fabeln, Sprüchen und Sprüchwörtern für die Kinderstube. O. Spamer, Leipzig, 2. Auflage 1876, 1877
- Das Buch der Schönsten Kinder- und Volksmärchen. 1876, 10. Auflage 1878, 24. Auflage 1899
- Festbüchlein für deutsche Schulen. Eine reichhaltige Sammlung von Festreden, Declamationen, Gedichten und Liedertexten. Kaisers Geburtstag, Sedanfeier, Weihnacht, Confirmandenentlassung. Oehmigke (Geißler), Leipzig
- Die Lutherfeier in der Volksschule. Zum 400jährigen Geburtstage des Reformators am 10. November 1883. Wittenberg Herrose Verlag